# Chrysler Canada
Chrysler Canada ist der kanadische Chryslervertrieb von Stellantis. Er wurde 1925 als Chrysler Corporation of Canada gegründet und übernahm das Maxwell-Chalmers-Werk in Windsor (Ontario), wo schon im Jahr zuvor Chrysler-Modelle gebaut wurden. Erst hieß die Firma Chrysler Canada, Inc., dann DaimlerChrysler Canada, Inc., nachdem Daimler (heute Mercedes-Benz Group) und Chrysler fusioniert hatten. Im August 2007 wurde die Firma wieder in Chrysler Canada, Inc. umbenannt, als Cerberus Capital Management 80 % der Anteile an der Muttergesellschaft Chrysler LLC übernahm. Chrysler LLC fusionierte im Oktober 2014 mit dem Fiat-Konzern  zu Fiat Chrysler Automobiles, die im Januar 2021 mit Groupe PSA zu Stellantis fusionierte.
Chrysler Canada hatte drei Werke in Kanada und stellte 2002 insgesamt 535.878 PKWs und LKWs her. 2007 verkaufte die Gesellschaft 232.688 Fahrzeuge auf dem kanadischen Markt. 2012 war Chrysler Canada Nummer 2 in der Verkaufsstatistik, knapp vor General Motors of Canada. Erster war die Ford Motor Company of Canada mit 16,5 % Marktanteil.
Da Windsor der Standort vom Stellantis Van-Werk ist und Oshawa das Hauptquartier von General Motors und zwei Werke beherbergt, gibt es zwischen beiden Städten eine freundliche Rivalität um die Stellung der kanadischen Autokapitale.

## Derzeitige Marken und Modelle
Chrysler Canada bot während Chryslers Selbständigkeit sechs Marken an: Dodge, Fiat, Jeep, Ram, SRT und Chrysler. Dodge repräsentiert die Mittelklasse-PKW- und sportliche Modelle, Jeep bedient das Off-Road-Segment und Chrysler stellt die Premiummarke dar. Bemerkenswert an der kanadischen Modellpalette ist, dass zwar alle aus den USA bekannten Modelle angeboten werden, manchmal aber unter anderen Markennamen. So war Anfang der 2000er-Jahre z. B. Dodge nicht als PKW-Marke, sondern ausschließlich als Hersteller von Nutzfahrzeugen und Vans in Kanada etabliert. Nachdem es Plymouth nicht mehr gab, wurden alle PKW-Modelle als Chrysler vermarktet. So gab es in Kanada einen Chrysler Neon, einen Chrysler Intrepid etc., Fahrzeuge, die in den USA ausschließlich als Dodge vermarktet wurden. 2003 revidierte man diese Aufteilung und seitdem werden in Kanada die gleichen Modelle wie in den USA angeboten. Mittlerweile werden die anderen Marken von eigenen Vertrieben auf den Markt gebracht.

### Chrysler
Die Modelle beginnen bei CAD 20.000 und enden bei ca. CAD 60.000 für einen voll ausgestatteten 300 C SRT-8. Die Palette umfasst PKWs, SUVs, Crossovers und Vans. Kanada ist einer der wenigen Märkte, wo Chrysler noch als Premiummarke gilt. Der Chrysler 300 C ist das derzeit meistverkaufte Premiumfahrzeug in Kanada.
- Chrysler 200 - Mittelklasselimousine
- Chrysler 300 - Obere Mittelklasse
- Chrysler Town and Country – Minivan

### Dodge
Dodge bedient das Mittelklasse-Segment des kanadischen Marktes. Die Palette beginnt bei Kombilimousinen der unteren Mittelklasse und endet beim SUV Durango. Die Preise liegen bei ca. CAD 15.000,-- bis CAD 55.000,--. Dodge galt in den letzten Jahrzehnten nicht nur als Mittelklassemarke, sondern auch als Marke für Hochleistungsfahrzeuge, insbesondere für Männer. Namen wie Charger, Avenger und Nitro zementierten dieses Image, ebenso wie der Viper-Sportwagen. Diese Modelle werden durch den Challenger ergänzt, ein weiterer Sportwagen auf der LX-Plattform des Magnum, Charger und 300. Auch der Journey wird eingeführt, der die Plattform mit Avenger, Caliber, Compass, Patriot und Sebring teilt. 
- Dodge Dart - Mittelklasselimousine
- Dodge Journey – Crossover-SUV
- Dodge Challenger - Sportcoupé
- Dodge Charger – Limousine der oberen Mittelklasse
- Dodge Durango – großer SUV
- Dodge Grand Caravan – Van

### Fiat
Unter der Marke Fiat werden ausschließlich diverse Fiat-500-Varianten angeboten. 
- Fiat 500
- Fiat 500L
- Fiat 500X

### Jeep
Jeep ist die Offroad-Marke von Chrysler Canada. Bis 2007 basierten alle Modelle auf Nutzfahrzeugfahrgestellen und die Palette beschränkte sich auf vier Modelle. Der Patriot ist zurzeit der billigste SUV in Kanada.
- Jeep Renegade – Kompaktklasse-SUV
- Jeep Patriot – SUV der unteren Mittelklasse
- Jeep Compass – SUV der unteren Mittelklasse
- Jeep Wrangler – Geländefahrzeug
- Jeep Cherokee – SUV der unteren Mittelklasse
- Jeep Grand Cherokee – Mittelklasse-SUV

### Ram
- Ram Cargo Van – Transporter
- Ram ProMaster – Transporter
- Ram ProMaster City – kompakter Transporter
- Ram Truck – Pickup

### SRT
SRT wird sowohl als Submarke für Sportmodelle der Marken Chrysler, Jeep und Dodge verwendet, als auch als Hauptmarke für den Sportwagen Viper.

## Aktivitäten

### Händler
Chrysler Canada hat ein Netz von 500 Händlern von Küste zu Küste. Fast alle Händler bieten mehrere Marken an. Es gibt zwei Arten von Händlern, die regulären und die (besseren) „Five Star“-Händler.

### Werke
| Werk                 | Ort                                            | Eröffnungsjahr | Schließungsjahr | Bemerkungen                                                                                          |
| -------------------- | ---------------------------------------------- | -------------- | --------------- | --- |
| Montagewerk Brampton | 2000 Williams Parkway East, Brampton (Ontario) | 1986           |                 | 2750 Mitarbeiter; stellt Chrysler 300, Dodge Charger und Dodge Challenger her.                       |
| Montagewerk Windsor  | 2199 Chrysler Center, Windsor (Ontario)        | 1928           |                 | 4254 Mitarbeiter; stellt Chrysler Town & Country, Dodge Grand Caravan und VW Routan (2008–2013) her. |
| Gießerei Etobicoke   | 15 Browns Line, Etobicoke                      | 1942           |                 | 1964 gekauft; 300 Mitarbeiter; Gießerei für Motoren, Kolben und Getriebebau; 1998 erweitert.         |

Chrysler Canada besitzt auch noch andere Standorte:

### Büros
- Hauptquartier – 345 Mitarbeiter in Windsor (Ontario)
- Entwicklungszentrum – 200 Mitarbeiter in Windsor (Ontario)
- DC Transport – 326 Mitarbeiter in Windsor (Ontario)
- National Fleet Office – 16 Mitarbeiter in Mississauga
- Business Centre Ost – 37 Mitarbeiter in Mississauga
- Business Centre Quebec – 24 Mitarbeiter in Montreal
- Business Centre West – 26 Mitarbeiter in Calgary
- Atlantisches Verkaufsbüro – Moncton

### Ersatzteil- und Auslieferungszentren
- 190 Mitarbeiter in Mississauga
- 76 Mitarbeiter in Montreal
- 26 Mitarbeiter in Red Deer